# فرازر بليك-تريسي
فرازر بليك-تريسي (بالإنجليزية: Frazer Blake-Tracy)‏ هو لاعب كرة قدم بريطاني في مركز ظهير ‏، ولد في 1995 في Dereham ‏ في المملكة المتحدة. لعب مع King's Lynn Town F.C. ‏.